# 漢普頓福爾斯 (新罕布什爾州)
漢普頓福爾斯（英語：Hampton Falls）是一個位於美國新罕布什爾州羅京安縣的鎮。

## 人口
根據2020年美國人口普查的數據，漢普頓福爾斯的面積為32.80平方千米，當中陸地面積為31.70平方千米，而水域面積為1.10平方千米。當地共有人口2403人，而人口密度為每平方千米73人。